# 桃山キョーダイ
『桃山キョーダイ』（ももやまキョーダイ）は、ふじつか雪による日本の漫画作品。
『LaLa DX』（白泉社）2009年11月号に読切が掲載、2010年3月号から2012年11月号まで連載していた。単行本は花とゆめコミックスから全4巻。

## あらすじ
桃山家の次女・千尋は、次男の有馬と双子の兄妹。有馬をはじめ、年の離れた姉・夏実や兄・春樹らは皆、おのおの目をひく顔ぶれ。そんな中、唯一平凡で普通な千尋は、周囲から〝もらわれっ子〟とからかわれたことも、しばしば。しかし、10歳の時、両親が「まるでほんとに双子」だと話しているのを聞いてしまう。「16歳になったら真実を話す」という母の言葉を忘れることが出来ぬまま、16歳の誕生日まで後2日となった。

## 登場人物
桃山千尋（ももやま ちひろ）
本作の主人公。高校1年。10月31日生まれ。初登場時148cmで、最後まで身長は伸びず、逆に2mm縮んだ。
小柄なことと天然パーマがコンプレックス。趣味はヘアピン集めで、アニメや漫画が大好き。10歳の時、有馬からもらったウサギのぬいぐるみ・アリマンとは、今でも一緒に寝ている。
実は、戸籍上の両親の子供ではなく、兄・春樹が16歳の時に、家庭教師との間につくった子供。桃山家唯一の天然パーマは、実の母親譲り。
有馬が従兄であることを知ってからも変わらずに接してきたが、やがて自身も予想していなかった恋心に気づくことになる。
桃山有馬（ももやま ありま）
高校1年。10月31日生まれ。初登場時174cm。
戸籍上は千尋の同い年の兄であり、世間的には双子。本当は、姉・夏実が18歳の時に、学校の先輩との間につくった子供で、血縁上は千尋の従兄。顔立ちは実の父親にそっくりだが、母である夏実には否定されている。
わりと要領よく、何でもこなせる方であり、できのあまりよくない千尋のしわ寄せを引き受けることも。
10歳の時、戸籍上の両親の「まるで双子」という言葉を聞いて以来、千尋には「他人になんかならない」と告げながらも、内心ではずっと血の繋がらない他人だと思い、ひそかに想っていた。
桃山春樹（ももやま はるき）
31歳。作家。春生まれ。181cm。
戸籍上は千尋の兄だが、本当は実の父親。低血圧で朝が苦手。
千尋が生まれた当時、まだ16歳だったため、千尋の母と婚姻を結んで実子にすることが出来ず、母親に頼んで養子に迎えてもらった。
有馬の気持ちに気づいており、娘を思う親心から、決して認めようとはしない。しかし、千尋の気持ちの変化を察し、従兄妹のままにしておけばよかったと悩むようになる。
桃山夏実（ももやま なつみ）
外見は20代だが、34歳。夏生まれ。千尋たちの学校の養護教諭。166cm。
戸籍上は有馬の姉だが、本当は実の母親。気だてがいい美人で、姪の千尋にも優しいが、趣味はやや親父臭い。有馬の名前も、好きな競馬からとったもの。
逆子だったため、帝王切開で有馬を産んだ。その際、手術日を千尋の予定日とあわせたため、双子ではないが2人の誕生日は同じになっている。
金持ちの息子であった有馬の父とは、有馬を妊娠後にあわや流血沙汰に発展しかけた騒動をおこして別れた。シングルマザーになるつもりだったが、娘と孫の将来を懸念した母・塔子によって、養子にされた。
桃山塔子（ももやま とうこ）
52歳。専業主婦。
戸籍上は4人兄弟の母。夏実と春樹の実母であり、千尋と有馬の祖母。子供をほったらかしにしすぎたせいで、奔放に育ってしまったのではと思い、せめて孫2人はまともに育つよう、厳しくしつけてきた。
桃山宏彰（ももやま ひろあき）
53歳。会社員。
戸籍上は4人兄弟の父。夏実と春樹の実父であり、千尋と有馬の祖父。影がうすく目立たないが、実は桃山家の大黒柱。また、千尋と有馬の関係に全く気づけないなど、鈍感な性格でもある。
栗原奈々（くりはら なな）
千尋の中学時代からの友達。千尋と有馬の関係を知っている数少ない人物の1人で、危ない恋を妄想して遊んでいる。
茂木亜沙子（もてぎ あさこ）
千尋たちの同期生。派手だが、周りが思うほど遊び慣れていない。
菊池雅人（きくち まさと）
千尋たちの同期生。女友達が多く、周りから思われている通り、軽い性格。
梅田健二（うめだ けんじ）
通称梅ケン。千尋のクラスへやってきた転校生。千尋と有馬の幼馴染みで、数年間関西に住んでいたため、関西弁で話す。幼少時から、何かと有馬と張り合っていたが、勝てたことは有馬が勝ちを譲った一度きりしかなかった。
杏西あんな（あんざい あんな）
千尋たちの後輩。幼少時に皆からからかわれた際、唯一優しくしてくれた有馬にずっと想いをよせていた。昔の名字は「楠本」。
美人で男子からはモテるものの、女友達はいない。性格があまりよくないのが一因だが、本人も自覚はしている。
篠田抄子（しのだ しょうこ）
千尋の実母。故人。春樹が15歳の当時、家庭教師の大学生として出会った。身長145cm。天然パーマで、顔立ちは春樹が見間違えるほど、千尋とうり二つ。
両親がおらず、親戚とそりがあわずに1人で生きてきたが、本当は家族を欲していた。千尋を妊娠したのと同時に、不治の病におかされ、出産後まもなく他界。
千尋に家族が出来ることを心の底から喜びながらも、春樹が自分に負い目を感じていないかを心配していた。

## 書誌情報
- ふじつか雪 『桃山キョーダイ』 白泉社〈花とゆめコミックス〉、全4巻
  1. 2010年12月3日発売[1]、ISBN 978-4-592-19346-3
    - 無敵のマイブラザー（『LaLa DX』2004年11月号）

  2. 2011年8月5日発売[2]、ISBN 978-4-592-19347-0
  3. 2012年4月5日発売[3]、ISBN 978-4-592-19348-7
    - あの日のきみへ還る（『LaLa』2007年4月号）

  4. 2013年2月5日発売[4]、ISBN 978-4-592-19349-4